# Das gute Mäuschen

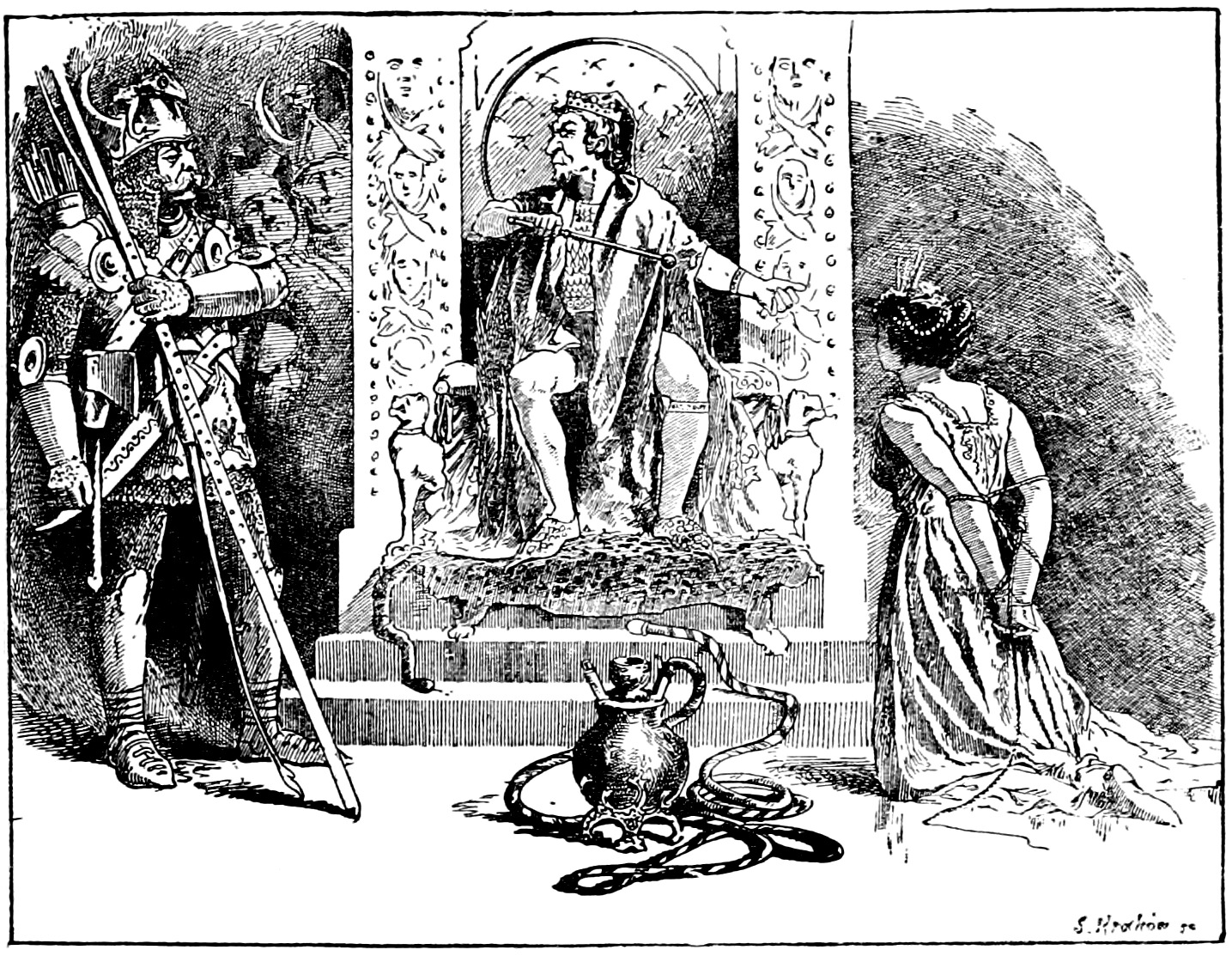
Illustration von Andrew Lang, 1890

Das gute Mäuschen (La bonne petite souris, auch „Die kleine Zaubermaus“) ist ein Feenmärchen von Marie-Catherine d’Aulnoy und erschien 1697 in Les Contes des Fées.

## Inhalt
König und Königin und ihre Untertanen leben stets in Freude. Der böse Nachbarkönig tötet den König in der Schlacht und sperrt die Königin in einen Turm. Da sie schwanger ist, holt er eine Fee, die sagen soll, ob es eine Tochter wird, die er seinem Sohn verheiraten will. Die Fee sagt, es werde die schönste Prinzessin. Wenn nicht, will er Mutter und Tochter hängen. Die Königin kriegt kaum Essen. Davon stibitzt ihr eine Maus. Dafür stehen plötzlich reiche Speisen da. Sie will ihr Kind in einem Strohkorb aus dem Fenster lassen, dass jemand es nähme. Eine alte Frau unten fordert dafür die Maus zu Essen, und das will sie nicht. Es ist aber die Fee, die Mitleid mit ihr hatte und so ihr Herz prüft. Sie will Tochter Nettchen (Joliette) nehmen, kann nicht verhindern, dass die böse Fee Kankaline (Cancaline) das Kind entführt. Sie rettet noch die Mutter vor dem Erhängen. 15 Jahre später will der Sohn des bösen Königs ein schönes Mädchen heiraten, das er zur Hühnermagd machte, nachdem sie der Fee Kankaline entfloh. Sie weigert sich und soll sterben. Die Maus beißt nachts König und Sohn ins Gesicht. Sie erstechen sich gegenseitig, die Untertanen ertränken sie. Nettchen wird Königin. Die Fee besorgt auch einen schönen Prinzen.

## Bemerkungen
Der Herausgeber der Dausien-Ausgabe zählt Das gute Mäuschen mit Der Prinz Kobold, Prinzessin Rosette, Der goldene Zweig, Finette, Babiole, Der gelbe Zwerg zu den Märchen Aulnoys, die sich weiter von der Volksüberlieferung entfernen. Die Heldin im Stroh mag heute etwas an Rumpelstilzchen erinnern. Die Hilfe der Fee in Gestalt der Maus ähnelt Märchen von hilfreichen Tieren (ATU 554, KHM 104a Die treuen Tiere) oder Basiles Der Stein des Gockels.